# 朴泰遠
朴泰遠（パク・テウォン、1909年12月7日 - 1986年7月10日）は朝鮮の小説家。本貫は密陽朴氏。号・筆名に丘甫、仇甫、九甫、夢甫、泊太苑がある。混乱の時代を多様な筆致を使い分け生き抜いた朴は、イデオロギーより芸術としての文学を追い求めた作家といえる。越北作家として韓国側では暫くタブー視されていたが、現在においては北側で発表された作品も広く読まれるようになり、南北共に朴に高い評価を与えている。

## 略歴
1909年12月7日、ソウルの現寿松洞に生まれる。父は西洋薬局の経営者、叔父は医師、叔母は梨花女子高等普通学校の教師。祖父から漢文を学び、7歳で「千字文」「資治通鑑」を読み、ハングルで古代小説に耽溺していた。12，3歳でギ・ド・モーパッサンを日本語で読むなど、幼い頃から文学に対して強い興味を示していた。『開闢』や『青春』などで李光洙、廉想渉、金東仁などの作品を読み文学へ陶酔していく。1923年、13歳のときには、『東明』の少年コラムに作文が当選している。16歳を過ぎるとレフ・トルストイ、シェークスピア、ハインリヒ・ハイネ、ヴィクトル・ユーゴーなどの西洋文学を読むようになった。
文学活動は早く、1926年、京城第一公立高等普通学校在学中に『朝鮮文壇』に「お姉様 (ヌニム、누님)」が掲載される。1929年には『東亜日報』に「垓下の一夜 (해하의 일야)」が、1930年に『東亜日報』に「寂滅」が連載される。1930年、渡日し法政大学の予科に入学する。日本留学時代も筆を執り、『新生』や『東亜日報』に短篇小説を投稿する他に、トルストイの翻訳やロシア文学の書評を書いたりしている。東京留学時代に映画・美術・音楽等を通して西洋の芸術を吸収した。また志賀直哉や横光利一などの作品から影響を受け、自らの文学手法を確立していく。
1931年、法政大学2年で中途退学し帰国すると、著作活動を本格化させる。1933年に李泰俊の誘いで九人会に参加、その中で芸術派作家としての技巧を磨いていく。「小説家仇甫氏の一日」は朴のモダニズム小説の代表作である。また『朝光』に1936年8月から10月にかけて連載された『川辺の風景 (천변풍경、チョンビョンプンギョン)』はリアリズム小説とも世態小説とも称され、朝鮮文壇で話題となる。特にプロ作家陣営からは強い批判を受けた。1940年頃からのいわゆる暗黒期にも、朴は創氏改名をせず日本語小説も書かなかったが、時局に逆らうことはできず、朝鮮文人協会に参加し、時局小説を執筆する。しかし、この時期に中国の古典小説を翻訳しており、それを親日作品を書かずに生活しようとする朴の腐心と見ることもできる。
1945年の朝鮮解放後、朴は左翼陣営側に立ち、「朝鮮文学建設本部」「朝鮮文学家同盟」の委員を務める。朴はソウルに留まって作品を発表していたが、1949年に「保導連盟」に加入して転向を表明したともいわれる。1950年6月25日に朝鮮戦争が勃発すると李泰俊・安懐南に従いて越北する。北朝鮮側の従軍作家として活動した後、平壌文学大学の教授に就任する。1956年に政治事件に関連して一時左遷されるも1960年に復帰、執筆活動を続けた。『鶏鳴山川は夜が明けたか (계명산천은 밝았느냐)』『甲午農民戦争』がその代表作であり、北朝鮮で高く評価されている。『甲午農民戦争』を執筆中に視力を失い、夫人が音訳で代筆した。
1986年7月10日、76歳で病没する。2000年、北朝鮮の雑誌『統一文学』に朴泰遠の義娘の手記「我が父朴泰遠 (나의 아버지 박태원)」が掲載され、2004年に韓国の『文学思想』に転載される。これによって朴の越北後の生活が比較的明らかになった。それに対して南側に残っていた朴の次男朴再英が「我等の父朴泰遠 (우리 아버지 박태원)」を『文学思想』に発表した。また、南側に残った朴の次女の末男ポン・ジュノは映画監督として活躍している。

## 年譜
- 1910年1月6日、ソウルの現寿松洞に生まれる。
- 1926年、『朝鮮文壇』に「姉さん (누님)」が掲載される。
- 1929年、京城第一公立高等普通学校を卒業。
- 1930年、渡日、法政大学予科に入学。
- 1931年、法政大学を中途退学し帰国。
- 1933年、九人会に参加。
- 1946年、朝鮮文学家同盟に参加
- 1950年、越北。
- 1986年7月10日、死亡。

## 代表作品
- 1926年、누님
- 1929年、해하의 일야
- 1930年、적멸
- 1934年、소설가 구보씨의 일일
- 1936年、천변풍경
- 1937年、성탄제
- 1938年、우맹
- 1963年、계명산천은 밝았느냐
- 1977年、갑오농민전쟁（第1部）
- 1980年、갑오농민전쟁（第2部）
- 1986年、갑오농민전쟁（第3部）

## 日本語訳
- 申建訳「崔老人伝抄録」『朝鮮小説代表作集』教材社、1940年
- 訳者不明「距離」『現代朝鮮文学短篇集 1』東方社、1955年
- 大村益男訳「春甫」『現代朝鮮文学選 2』創土社、1974年
- 金容権訳『金若山と義烈団ー1920年代における朝鮮独立運動とテロル』皓星社、1980年
- 長璋吉訳「五月の薫風」『朝鮮短篇小説選』岩波書店、1984年
- 牧瀬暁子訳『川辺の風景』作品社、2005年
- 山田佳子訳「小説家仇甫氏の一日」『朝鮮近代文学選集』平凡社、2006年
- 小西直子訳「芳蘭荘の主」『韓国文学の源流　短編選2　オリオンと林檎』書肆侃侃房、2021年